# Gara Dolhasca
Gara Dolhasca este o stație de cale ferată care deservește orașul Dolhasca, România.
A fost inaugurată la 15 decembrie 1869.
Format:Lista stațiilor de pe Magistrala CFR 510